# ジャッキー・リン&パラビオン
ジャッキーリン&パラビオンは、日本のバンド。1987年結成。
本項ではヴォーカルのジャッキー・リン自身についても扱う。

## ジャッキー･リンの経歴・人物と結成まで
ジャッキー・リン（本名:林河廷、1966年10月7日 - ）は、中国と韓国の両親の下、香港に生まれる。日本の大阪にも住んだ時期があり、香港のハイスクールを卒業後、スイスの大学に進学し、在学中1985年の香港のミスコンテストに出場。そこで2位になるも、彼女は納得ができず映画「歌者恋歌」に出演した。その姿が当時トライアングル・プロダクションの社長だった藤田浩一の目に留まりスカウトされた。
日本語学校に通った後、「女性版オメガトライブ」のコンセプトで「ジャッキー･リン&アクエリアス」を結成。後に「ジャッキーリン&パラビオン」と改める。杉山清貴&オメガトライブと同じ事務所だったことから、リゾートサウンドを標榜した。
デビューシングル「Strangers Dream」は、日本テレビ系の刑事ドラマ『ジャングル』の主題歌に起用され、1987年4月30日にバップから発売された。このシングルはオリコンで最高9位、10万枚を超えるヒットとなり、『歌のトップテン』『ザ・ベストテン』でもそれぞれ最高7位、10位とランクインを果たした。また、文化放送『東京っ子NIGHTお遊びジョーズ』内の「TOKYO ELEGANT WAVE」や、ABCラジオ『ABC東京発 アーチストNOW』などのラジオ番組への出演の他、同じく藤田浩一がプロデュースしていた1986オメガトライブの前座としてコンサートにも出演し、ボーカルをつとめるジャッキーのルックスもあって徐々に人気も出始めていた。

## 突然の解散
デビューシングルのヒットを受けて、セカンドシングルとなる「Late Night Heartache」（作詞：売野雅勇、作曲：和泉常寛、編曲：新川博）、そしてアルバムをリリースする予定であった。しかし、日本と香港の芸能界の違いに精神的に参ってしまい、また、オメガトライブのボーカルだったカルロス・トシキとの恋愛関係も取りざたされて嫌気がさしたジャッキーは香港に帰国。そのままバンドも解散した。
その後は韓国に渡り、1990年代中頃には現地のテレビ番組やCMに出演するなど活動をしていた。しかし、韓国芸能界でのストレスから1997年にコカインを使用した容疑で姿を消し、現在までの詳しい消息は不明である。
なお、セカンドシングルの予定だった楽曲「Late Night Heartache」は、翌1988年発売になった菊池桃子率いるバンドラ・ムーのデビューアルバム「THANKS GIVING」に収録されている。
また、「Strangers Dream」は台湾の女性歌手・徐仲薇が1988年にリリースしたアルバム『愛偶奇遇記』の中で英語にてカバーされている。

## メンバー
- ジャッキー・リン（ボーカル）
- 森口哲也（ギター） - リーダー。現在ロサンゼルス在住。
- 近藤洋史（ベース） - のちにELLISを結成。
- 寺田正彦（キーボード）
- 初川克郎（パーカッション）
- 川口雷二（ドラムス） - ジョージ川口の次男。
- ボビー・ワトソン（ベース）※最初の「ザ・ベストテン」出演時

## シングル
- Strangers Dream（1987年4月30日 作詞:売野雅勇、作曲:林哲司、編曲:新川博） 
  - ロマンスの扉（作詞:有川正沙子、作曲:杉山清貴、編曲:船山基紀）